# Max Pécas
Max Pécas (Lione, 25 aprile 1925 – Parigi, 10 febbraio 2003) è stato un regista cinematografico, sceneggiatore e produttore cinematografico francese.
Considerato un maestro del cinema di serie B e un pioniere del cinema erotico francese, Pécas ha diretto anche commedie adolescenziali e polar.

## Filmografia parziale

### Regista
- La doppia morte (Le cercle vicieux) (1960)
- Capricci borghesi (De quoi tu te mêles Daniela!) (1961)
- Dolce violenza (Douce violence) (1962)
- La baia del desiderio (La baie du désir) (1964)
- Pelle di spia (Espions à l'affût) (1966)
- I pericolosi amori della casta Susanna (Une femme aux abois) (1967)
- Club privé... per coppie raffinate! (Club privé pour couples avertis) (1974)
- La cuginetta inglese (Les mille et une perversions de Felicia) (1975)
- La lussuria (Luxure) (1976)
- I ragazzi fic fic (Marche pas sur mes lacets) (1977)
- Le ragazze di Saint Tropez (Les branchés à Saint-Tropez) (1983)
- Quando rido solamente (On se calme et on boit frais à Saint-Tropez) (1987)